# 뎁
뎁(deb, 본명: 김민경)은 대한민국의 싱어송라이터이다. 서울에서 태어났고 단국대학교 생물학을 전공하였다. 뮤지션으로써 기타, 키보드, 아코디언을 다룰수있다.
‘뎁(deb)’은 ‘거리를 배회하는 사춘기 불량소녀’라는 뜻이다.
1집과 2집앨범은 김민경 (뎁)의 풍부한 상상력이 빚어낸 결과물이다. 1집 앨범으로 ‘5월의 우수신인 음반상’을 받았다.
모두 직접 작사·작곡·편곡했다.
뎁은 대학교에 입학하면서부터 홍대 인디밴드를 했다. 기타 치며 노래하는, 예쁘장한 여성 보컬로 소문이 났다.
2003년에 남성듀오 ‘페퍼톤스’의 객원보컬로도 활동한 적도 있다.
2005년부터는 이한철 등 남성가수들과 함께 객원 보컬로 활동하며 20여개 남짓한 곡에서 피처링을 도왔다.
한 음료수 CF 시리즈에 흘렀던 BGM ‘슈퍼스타’ 여자버전으로 뎁의 목소리는 대중에게 꽤 익숙하다. 맑고 귀여운 느낌의 음색이다.
버벌진트의 Go Easy 0.5 EP '기름같은 걸 끼얹나(Feat. deb & Beenzino)'에 피처링으로 참여했고 이 곡의 편곡자이다.
패션매거진 ELLE의 루이비통 화보 모델로 활동한 적이 있고 2012년에는 민트라디오 DJ를 맡기도 했다.
뎁은 작곡과 작사, 편곡, 프로그래밍(디지털 음원을 조합해 멜로디로 만드는 작업), 노래, 연주까지 모두 직접 소화하고 있다.

## 학력
- 잠원초등학교
- 세화여자중학교
- 서문여자고등학교
- 단국대학교 생물학과 생물학

## 경력
- 2009년 페퍼톤스 3집 'Sounds Good' 객원보컬
- 2009년 민트페이퍼 컴필레이션 앨범 '남과 여, 그리고 이야기...' 5번 트랙 '너와 나의 프롤로그'(with 나루)
- 2008년 페퍼톤스 2집 'New Standard' 객원보컬
- 2006년 이한철 싱글 '슈퍼스타' 3번 트랙 '슈퍼스타 female ver.'(feat. Deb)
- 2004년 페퍼톤스 1집 'Colorful Express' 객원보컬

## 활동
2008년 3월에는 첫 솔로앨범으로 문화관광부 5월의 우수신인음반상을 수상했다.
이 앨범에서 전곡을 작곡, 작사, 편곡, 프로그래밍 및 앨범디자인을 소화해냈다. 풍부한 상상력과 세련된 사운드메이킹, 다양한 리듬과 시각성 강한 가사들이 앨범 전체에 공상 가득한 영화를 보는 듯한 느낌을 부여하고 있다. 마치 잔혹동화와 같은 그로테스크하고 독특한 아름다움을 가진 음악을 선보이는 뮤지션임을 증명하기도 한다.

## 음반
1. 《Parallel Moons》 (2008년 3월 18일)
2. 《솔트 앤드 페퍼》(Book O.S.T ) (2010년 10월 26일)
3. 《백만불짜리 여자》 (2011년 7월 7일)

## 수상
- 2008년 문화관광부 5월의 우수신인음반상